# Ioannis Melissanidis
Ioannis Melissanidis (n. 27 martie 1977, Dachau, Bavaria, Germania) este un gimnast artistic ce a reprezentat Grecia, medaliat olimpic. A participat la 2 ediții ale Jocurilor Olimpice (1996, 2000) în care a câștigat o medalie de aur.